# Brusino Arsizio
Brusino Arsizio ist eine politische Gemeinde im Schweizer Kanton Tessin. Sie gehört zum Kreis Ceresio und zum Bezirk Lugano.

## Geographie
Das Dorf liegt auf 276 m ü. M. am Ufer des Luganersees, am Weg Riva San Vitale-Porto Ceresio und 6 km nordwestlich der Station Capolago der Schweizerischen Bundesbahnen (Linie Bellinzona-Chiasso). Es liegt am Fuss des Monte San Giorgio. Vom Ortsteil «Terniciolo» führt eine Seilbahn nach Serpiano (650 m ü. M). Diese zu Brusino Arsizio gehörende Fraktion kann zu Fuss oder über die Strasse via Mendrisiotto (Rancate-Besazio-Meride-Serpiano TI) erreicht werden.
Die Nachbargemeinden sind im Norden Melide TI und Vico Morcote, im Osten Riva San Vitale, im Süden Mendrisio und im Westen Porto Ceresio (IT-VA).

## Geschichte
Das Dorf wurde 1167 als Bruxia erstmals erwähnt. Während der ersten Hälfte des 15. Jahrhunderts stellte das Dorf dem Herzog von Mailand zehn Soldaten. Früher gehörte es zur Pfarrei Riva San Vitale; 1508 wurde es davon losgelöst.
Brusino Arsizio war früher ein typisches Fischerdorf. Mit dem Aufkommen des Tourismus wurden zahlreiche Ferienhäuser gebaut. Die Pfarrkirche San Michele und die Kirche Beata Vergine Addolorata stammen beide aus dem 18. Jahrhundert.
Es bildet nach wie vor eine eigenständige Bürgergemeinde.

## Bevölkerung
| Bevölkerungsentwicklung | Bevölkerungsentwicklung | Bevölkerungsentwicklung | Bevölkerungsentwicklung | Bevölkerungsentwicklung | Bevölkerungsentwicklung | Bevölkerungsentwicklung | Bevölkerungsentwicklung | Bevölkerungsentwicklung | Bevölkerungsentwicklung | Bevölkerungsentwicklung | Bevölkerungsentwicklung | Bevölkerungsentwicklung | Bevölkerungsentwicklung | Bevölkerungsentwicklung |
| ----------------------- | ----------------------- | ----------------------- | ----------------------- | ----------------------- | ----------------------- | ----------------------- | ----------------------- | ----------------------- | ----------------------- | ----------------------- | ----------------------- | ----------------------- | ----------------------- | ----------------------- |
| Jahr                    | 1600                    | 1683                    | 1719                    | 1769                    | 1799                    | 1808                    | 1824                    | 1836                    | 1850                    | 1900                    | 1950                    | 2000                    | 2010                    | 2020                    |
| Einwohner               | 150                     | 172                     | 160                     | 177                     | 208                     | 214                     | 266                     | 301                     | 291                     | 321                     | 326                     | 454                     | 418                     | 450                     |

## Sehenswürdigkeiten
Das Dorfbild ist im Inventar der schützenswerten Ortsbilder der Schweiz (ISOS) als schützenswertes Ortsbild der Schweiz von nationaler Bedeutung eingestuft.
- Pfarrkirche San Michele, erwähnt seit 1508, sie beinhaltet einen Öltabernakel aus Marmor (15. Jahrhundert), verschiedene Ölgemälde und ein Fresko vermutlich von Antonio da Tradate[12]
- Im Friedhof Skulpturen von Paolo Rossi und Dante Rossi Armonia (1943)[12]
- Gemeindehaus[12]
- Wohnhaus Roncaioli[12]
- Villa San Giuseppe im Ortsteil Terniciolo[12]
- Villa Bodmer[12]
- Schalenstein (Zeichenstein) an der Grenze mit Meride und Italien (546 m ü. M.)[13]

## Bilder

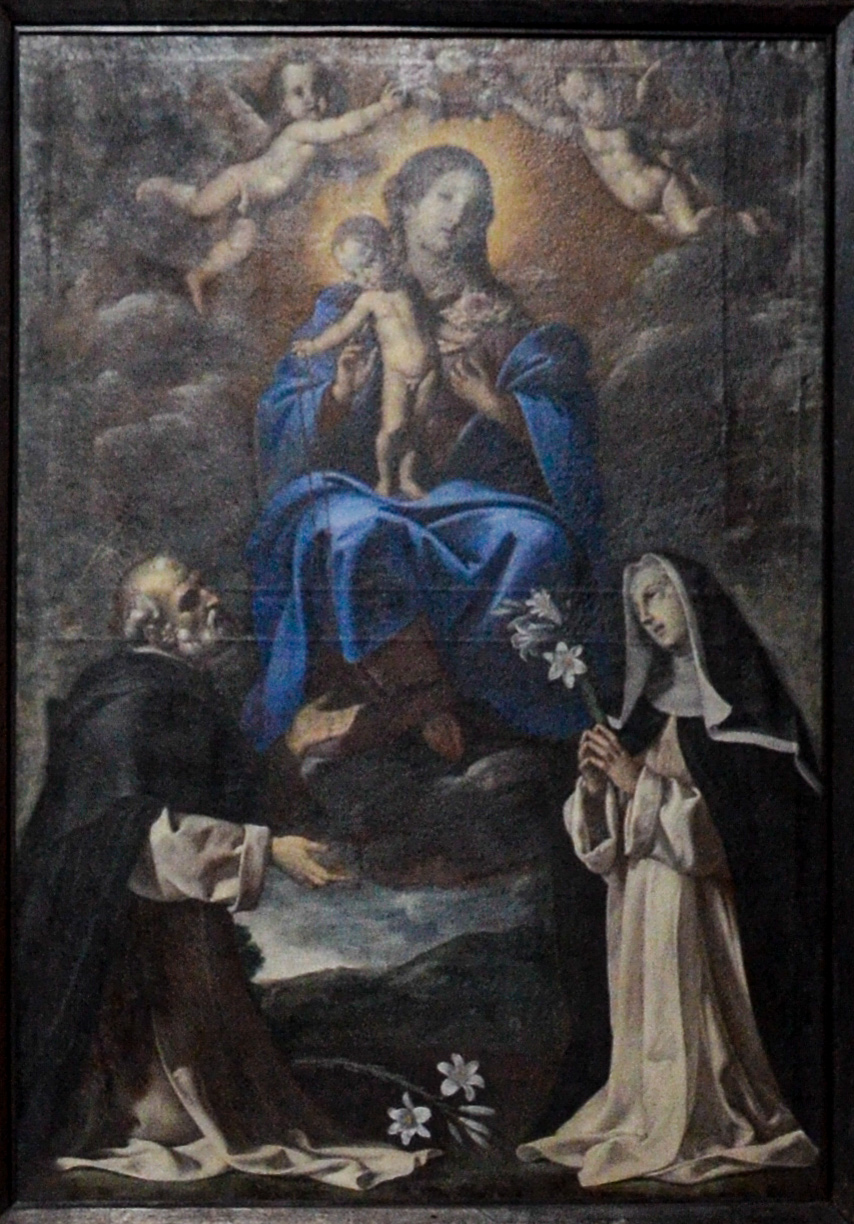
Francesco Torriani: Rosenkranz Madonna zwischen dem Heiligen Dominikus von Guzmán und der Heiligen Katharina von Siena, Pfarrkirche San Michele Arcangelo
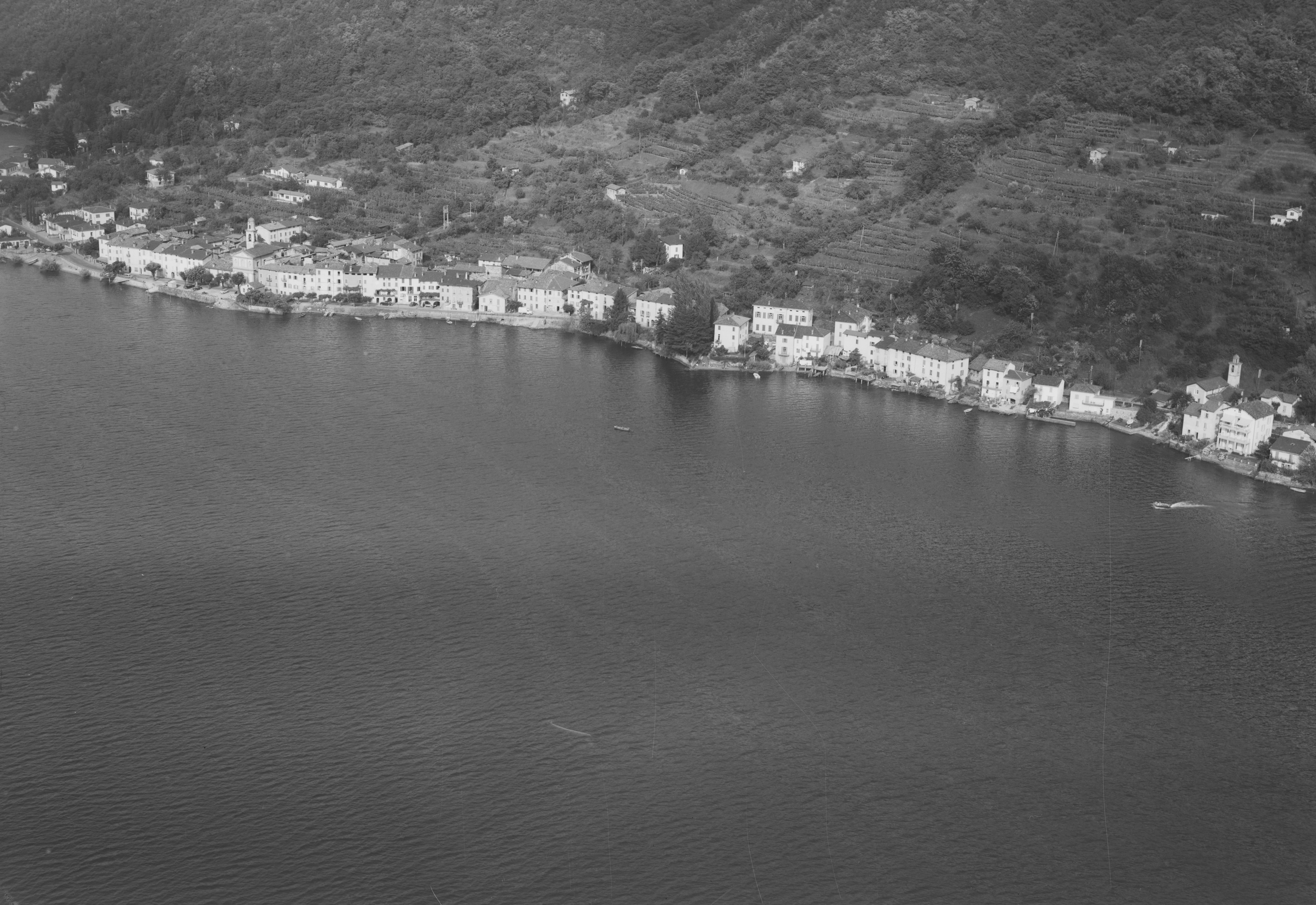
Brusino Arsizio. Historisches Luftbild von Werner Friedli (1964)
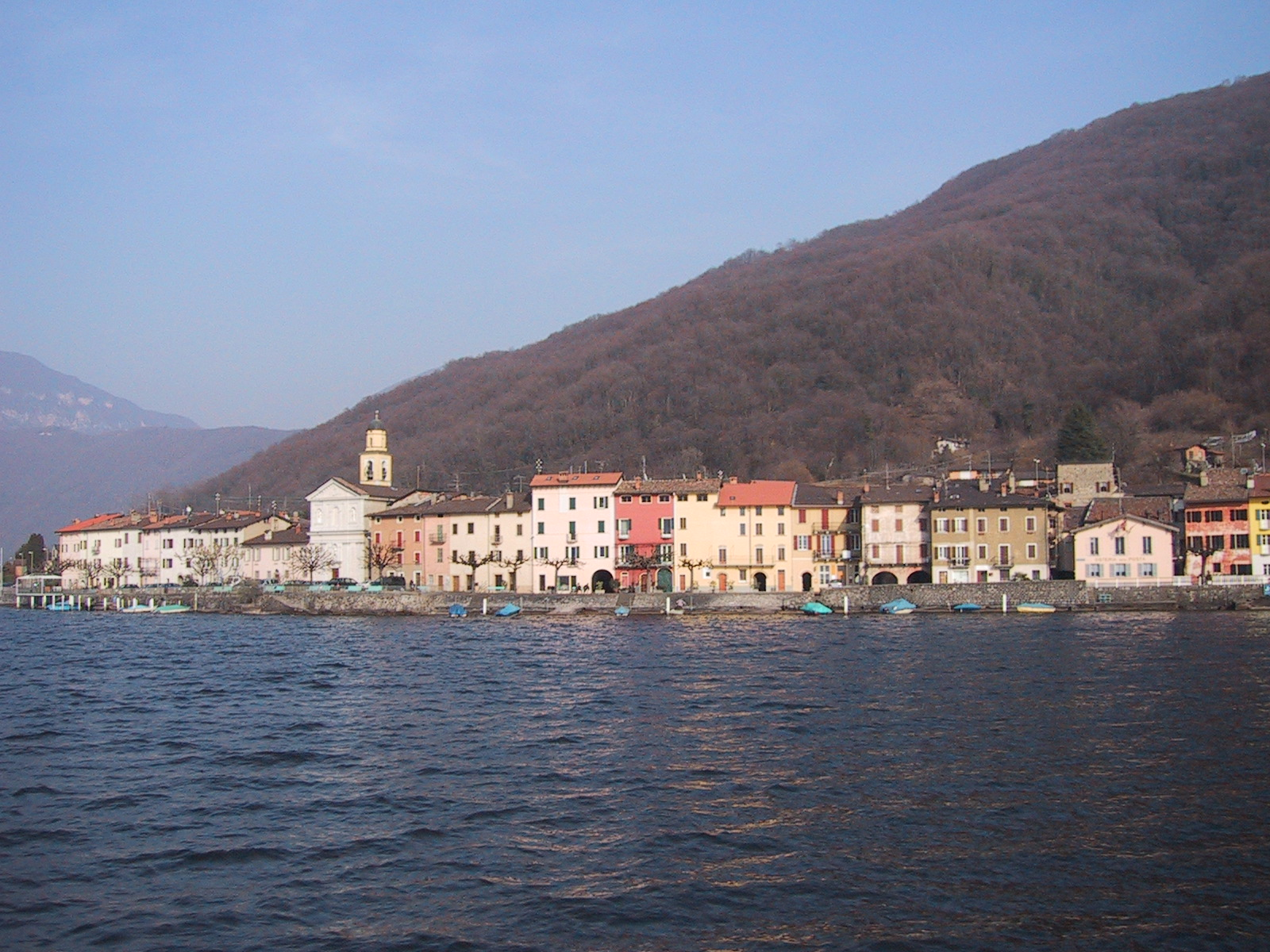
Brusino Arsizio
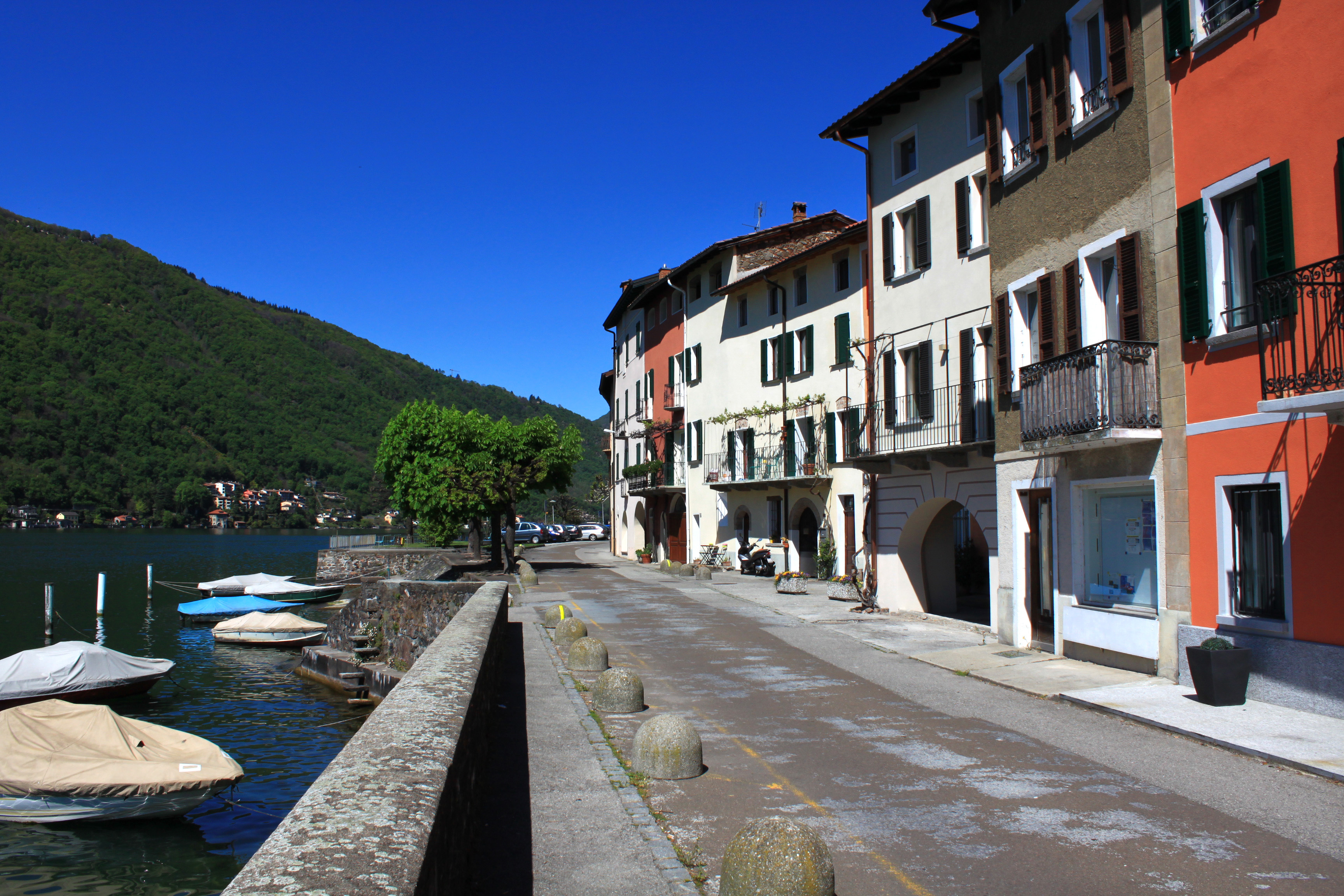
Uferpromenade von Brusino Arsizio
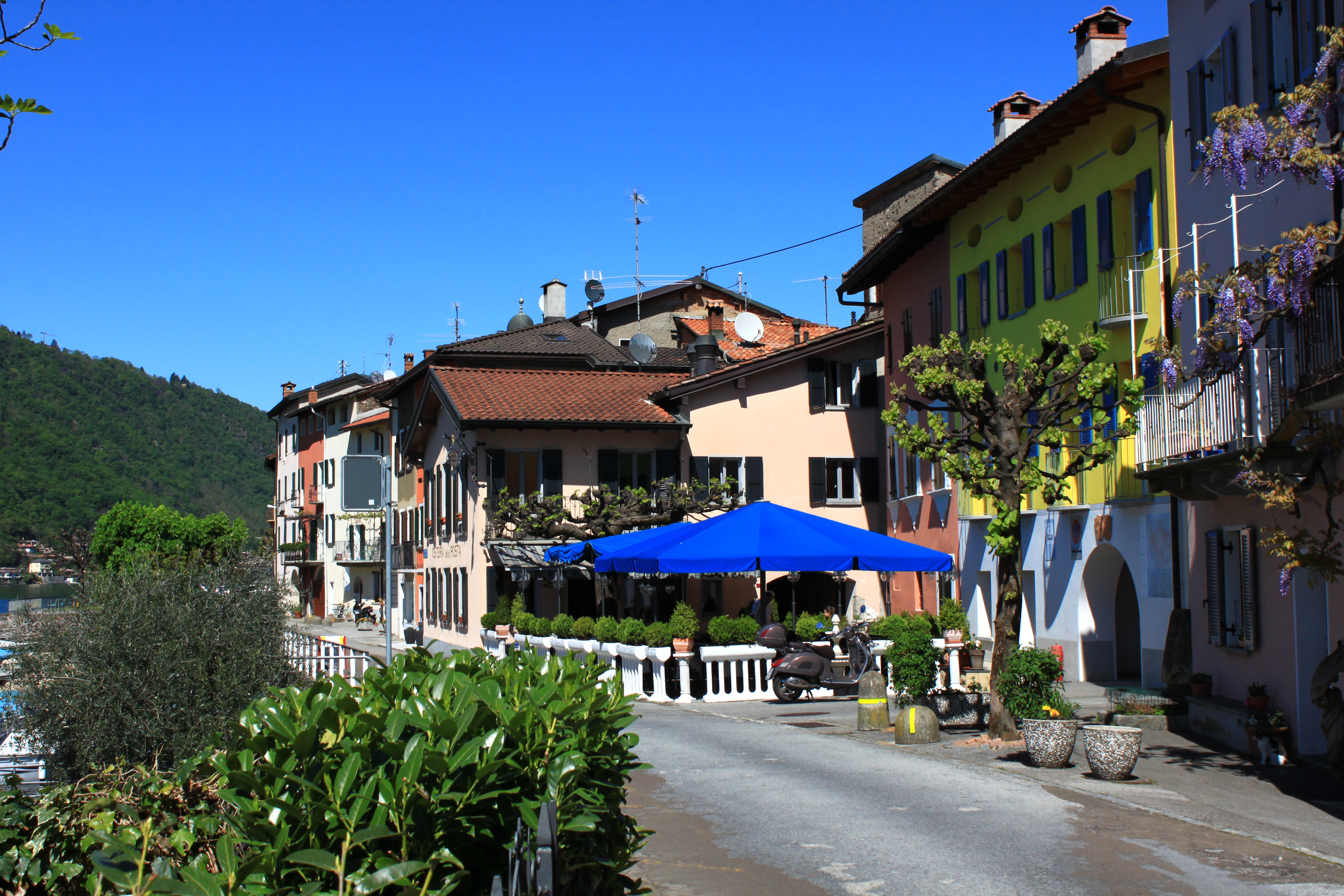
Alter Ortskern von Brusino Arsizio

## Verkehr
- Seilbahn Brusino Arsizio-Serpiano[14]

## Sport
- Football Club Brusino[15]

## Wirtschaft
- EMBO Workshop on Molecular and Cellular Gerontology[16]